# La Comédie des fleurs
La Comédie des fleurs, ou le Sujet de la Comédie des fleurs, est un poème publié dans le recueil des Vers héroïques de Tristan L'Hermite, en 1648. Repris dans des anthologies depuis le XVIIe siècle, ce poème annonce entre autres l'art de La Fontaine.

## Présentation

### Texte
La Comédie des fleurs est composée de onze stances en sizains : 
Un Lys reconnu pour un Prince

Arrive dans une Province :

Mais, comme un prince de son sang,

Il est beau sur toute autre chose

Et vient vêtu de satin blanc

Pour faire l'amour à la Rose.

Pour dire quelle est sa noblesse

À cette charmante maîtresse

Qui s'habille de vermillon,

Le Lys, avec des présents d'ambre,

Délègue un jeune papillon,

Son gentilhomme de la chambre.

Ensuite, le Prince s'avance

Pour lui faire sa révérence ;

Ils se troublent à leur aspect,

Le sang leur descend et leur monte ;

L'un pâlit de trop de respect,

L'autre rougit d'honnête honte.

### Publication
La Comédie des fleurs fait partie du recueil des Vers héroïques, en 1648.

## Postérité

### Éditions nouvelles
En 1909, Adolphe van Bever retient la Comédie des fleurs dans la collection « Les plus belles pages » pour le Mercure de France. En 1925, Pierre Camo publie une réédition intégrale des Amours et certains poèmes des Vers héroïques, dont la Comédie des fleurs. En 1960, Amédée Carriat reprend le poème dans son Choix de pages de toute l'œuvre en vers et en prose. En 1962, Philip Wadsworth le retient également dans son choix de Poésies de Tristan pour Pierre Seghers. Toutes ces éditions reproduisent la Comédie des fleurs dans son intégralité.

### Analyse
Amédée Carriat estime que « La Fontaine doit à Tristan beaucoup plus qu'on ne pense », trouvant « chez l'un et l'autre une même nature accueillante et aimable, propre avant tout à fournir le cadre d'un bonheur naturel, à favoriser la méditation solitaire, à raviver la tendresse amoureuse ». Selon lui, par exemple, il ne fait « aucun doute que La Fontaine s'est souvenu du sixain suivant dans Le Lion et le Moucheron » : 
On arme pour les deux cabales ;

On n'entend plus rien que timbales,

Que trompettes et que clairons :

Car avec tambour et trompette,

Les Bourdons et les Moucherons

Sonnent la charge et la retraite.

### Œuvres complètes
- Jean-Pierre Chauveau et al., Tristan L'Hermite, Œuvres complètes (tome III) : Poésie II, Paris, Honoré Champion, coll. « Sources classiques » (no 42), 2002, 736 p. (ISBN 978-2-745-30607-4)

### Anthologies
- Pierre Camo (préface et notes), Les Amours et autres poésies choisies, Paris, Garnier Frères, 1925, XXVII-311 p.
- Amédée Carriat (présentation et annotations), Tristan L'Hermite : Choix de pages, Limoges, Éditions Rougerie, 1960, 264 p.
- Adolphe van Bever (notice et appendices), Tristan L'Hermite, Paris, Mercure de France, coll. « Les plus belles pages », 1909, 320 p.
- Philip Wadsworth (présentation et notes), Tristan L'Hermite : Poésies, Paris, Pierre Seghers, 1962, 150 p.

### Ouvrages cités
- Napoléon-Maurice Bernardin, Un Précurseur de Racine : Tristan L'Hermite, sieur du Solier (1601-1655), sa famille, sa vie, ses œuvres, Paris, Alphonse Picard, 1895, XI-632 p.
- Amédée Carriat, Tristan, ou L'éloge d'un poète, Limoges, Éditions Rougerie, 1955, 146 p.